# Biografen Ugglan

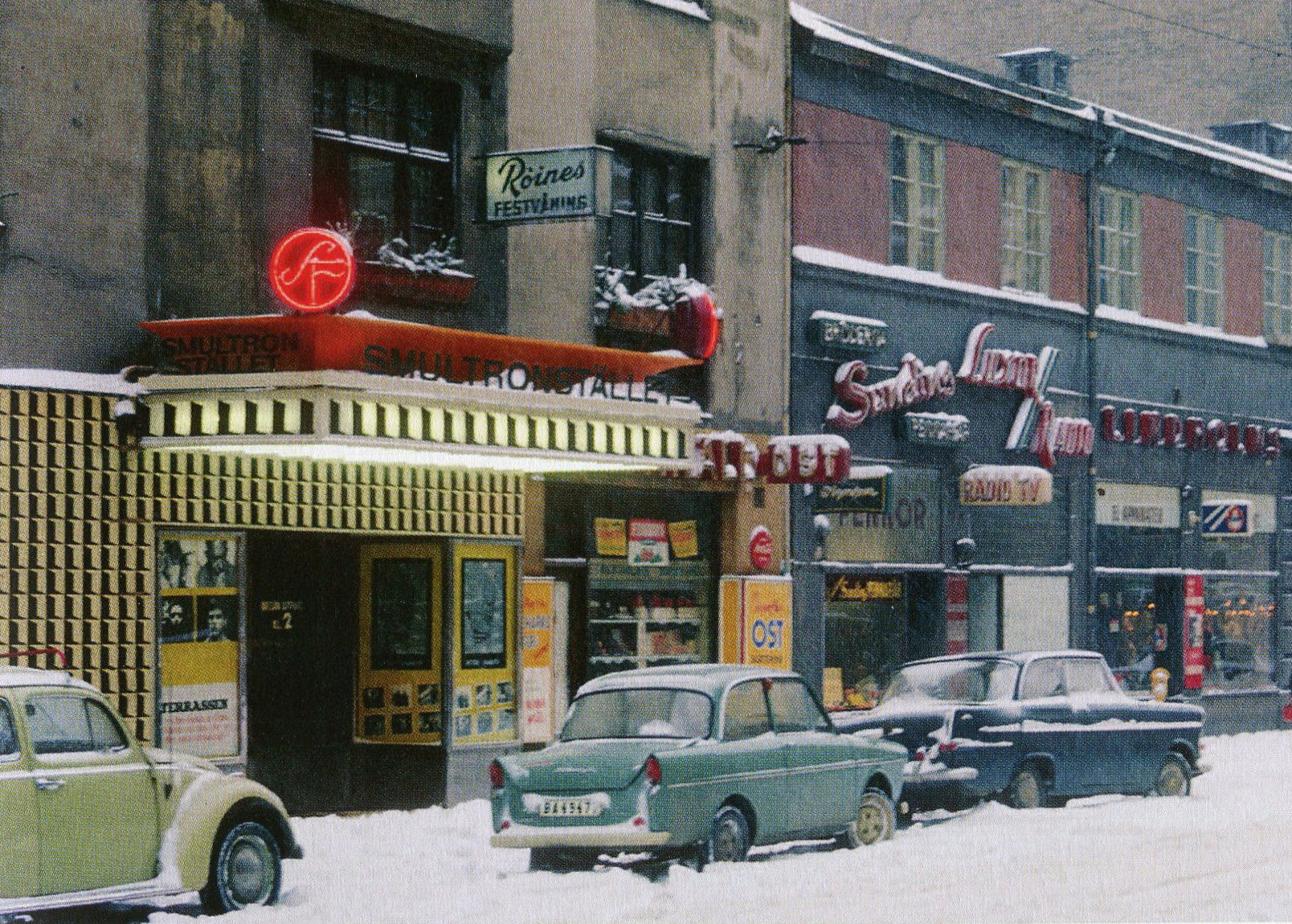
Smultronstället 1966.

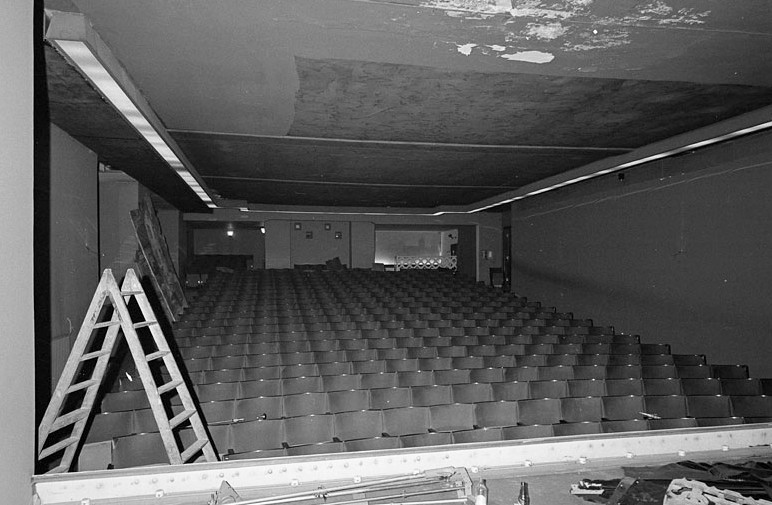
Salongen efter stängningen 1966.

Ugglan var en biograf vid Folkungagatan 60 (f.d. 6) på Södermalm i Stockholm. "Ugglan" öppnade som teater 1915 under namnet Södra Folkteatern och lades ner i juli 1966, då hade den bytt namn till Smultronstället innan dess hette den även Lejonungen. Det existerade även en biograf "Ugglan" vid Södermannagatan 44, den öppnade 1927 och lades ner 1941.

## Beskrivning
Biografen Ugglan anlades under gården i ett äldre bostadshus som biograf- och teaterlokal. I början hette stället Södra Folkteatern, men från 1917 kallades det Cabaret Ugglan, senare bara Ugglan. I augusti 1921 blev det en biograf, 1926 ombyggdes den efter ritningar av arkitekt Björn Hedvall och 1934 övertogs verksamheten av Svensk Filmindustri. Eftersom bion låg i samma kvarter som Göta Lejon fick den namnet Lejonungen. Entrén var formgiven i tidens funkisstil med en rak baldakin, mycket rostfritt stål och neon.
År 1963 renoverades biografen och fick ännu ett nytt namn, Smultronstället. Repertoaren, som programsatts av Bo Johan Hultman, bestod av repriserade kvalitetsfilmer och udda produktioner. Konceptet blev en framgång, men Smultronstället lades ner efter tre år, när huset revs för att ge plats åt ett stort bostadshus ritat av Bengt Lindroos och senare kallat Orangea huset för sina plåtfasader i orange kulör.

## Teateruppsättningar (urval)

### Södra Folkteatern
| År   | Produktion                                          | Upphovsmän                | Regi            | Noter                          |
| ---- | --------------------------------------------------- | ------------------------- | --------------- | ------------------------------ |
| 1923 | Yon Yonson                                          | Algot Sandberg            |                 |                                |
| 1923 | Hemsöborna                                          | August Strindberg         |                 |                                |
| 1923 | Kusinen från Amörika eller De' va' småpotatis, revy | Gideon Wahlberg           | Adolf Rangstedt |                                |
| 1923 | Hej, Karolina, revy                                 | Edvin Ray                 | Willi Wells     | (gästspel från Pallas-Teatern) |
| 1924 | Sätt igång, revy                                    | Bejve                     | Adolf Rangstedt |                                |
| 1924 | En kritvit indian, revy                             | Max Lander och Max Roland | Max Lander      |                                |
| 1925 | Kannibal-Flirt, revy                                | Albin Erlandzon           | Willi Wells     |                                |
| 1925 | Malmviks Malliga Malena, revy                       | Max Lander och Max Roland | Max Lander      |                                |
| 1926 | Trumf i hjärter, revy                               | Max Lander och Max Roland | Willi Wells     |                                |
| 1926 | Amor och kvinnofriden, revy                         | Gran                      | Willi Wells     |                                |
| 1926 | I fruntimmersveckan, revy                           | Gran                      | Willi Wells     |                                |
| 1926 | Farliga kvinnor                                     | Gran                      |                 |                                |
| 1926 | Kärlek och boxning, revy                            | Gran                      | Willi Wells     |                                |
| 1926 | Go'dag go'dag, revy                                 | John Botvid               |                 |                                |
| 1927 | Stolla-Britta, revy                                 | Albin Erlandzon           |                 |                                |
| 1927 | Fästmanssoffan, revy                                | Gran                      |                 |                                |
| 1927 | Kärlekskarusellen, revy                             | Bejve & C:o               | Willi Wells     |                                |
| 1927 | Farliga kvinnor                                     | Gran                      |                 |                                |